# 서수지
서수지는 대한민국의 일본어 번역가이다. 대학에서 철학과 일본어를 전공하고, 회사 생활을 하다가 출판 번역가가 되었다.

## 저작
- 그래요, 나 민감해요(나가누마 무츠오, 뜨인돌)
- 내 몸에 뚱보균이 산다(후지타 고이치로, 옥당)
- 당신이 잔혹한 100명 마을에 산다면? (에가미 오사무, 사람과나무사이)
- 매일 같은 옷을 입는 사람이 멋진 시대 (미우라 아쓰시, 뜨인돌)
- 세계사를 바꾼 10가지 약(사토 겐타로, 사람과나무사이)
- 세상 끝의 아이들 (나카와카 하쓰에, 사람과나무사이)
- 소수는 어떻게 사람을 매혹하는가?(다케우치 가오루, 사람과나무사이)
- 아침 1시간 노트(야마모토 노리아키, 책비)
- 잠자기 전 30분의 기적(다카시마 데쓰지, 에디트라이프)
- 지그펜으로 쉽게 배우는 영문 캘리그라피(오다와라 마키코, 단한권의책)
- 처음 시작하는 그리스 신화(요시다 아쓰히코, 책비)
- 400년 전, 그 법정에서는 무슨 일이 있었나?(다나카 이치로, 사람과나무사이)
- 유럽사상사 산책(이와타 야스오, 도서출판 옥당)